# Sainte-Opportune
Sainte-Opportune är en kommun i departementet Orne i regionen Normandie i nordvästra Frankrike. Kommunen ligger i kantonen Briouze som tillhör arrondissementet Argentan. År 2022 hade Sainte-Opportune 243 invånare.

## Befolkningsutveckling
Antalet invånare i kommunen Sainte-Opportune
| Referens: INSEE |